# Ostrołęka
Ostrołęka är en stad i norra Polen vid floden Narew.
Ostrołęka är känd som skådeplats för flera kända slag.